# Acaz
Acaz (a veces transliterado Ajaz o Ahaz) fue un rey de Judá que gobernó entre el 734 y el 715 a. C. aproximadamente.
Era hijo y sucesor de Jotán de Judá. Según el Libro de Isaías y el Libro segundo de los reyes, siguió una vida de perversión al introducir muchas costumbres paganas e idólatras, ignorando los llamamientos de los profetas Isaías, Oseas y Miqueas. Llamó en su ayuda al rey asirio Tiglath-Pileser III para rechazar los ataques de Israel, Aram y Edom, razón por la cual Judá quedó sometida durante largos años como región vasalla de Asiria. Tiglath-Pileser saqueó Damasco y se anexionó Aram. Luego atacó a Israel y "tomó Ijon, Abel Beth Maacah, Janoah, Kedesh y Jasor. También tomó Galaad y Galilea, incluyendo todas las tierras de la tribu de Neftalí, y deportó al pueblo a Asiria." Tiglath-Pileser registró este hecho en una de sus inscripciones.
A mediados de la década de los noventa, se descubrió una bula que contenía la inscripción "Perteneciente a Ajaz (hijo de) Jotán, rey de Judá". También un sello escaraboide de cornalina naranja que data del siglo VIII a. C. menciona a Acaz. Su inscripción dice: "Perteneciente a Ushna, sirviente de Acaz". Si bien no se sabe nada acerca de quién fue Ushna, dicho sello menciona al rey bíblico.